# جيمس هيلتون (أمين مكتبة)
جيمس هيلتون (بالإنجليزية: James Hilton)‏ هو أمين مكتبة أمريكي، ولد في 23 يناير 1959.

## وصلات خارجية
- الموقع الرسمي